# Jonny Wickersham
Jonny Wickersham, detto 2 bags (Costa Mesa, 26 maggio 1968), è un chitarrista statunitense.
Dal 2000 è un componente dei Social Distortion, a cui si è unito dopo la tragica morte di Dennis Danell. È stato anche membro degli Youth Brigade, U.S. Bombs e dei Cadillac Tramps.

## Discografia
- 1993 - Tombstone Radio (The Cadillac Tramps)
- 1994 - It's Allright (The Cadillac Tramps)
- 1995 - Cadillac Hearse (The Cadillac Tramps)
- 1996 - To Sell the Truth (Youth Brigade)
- 1999 - The World (U.S. Bombs)
- 2004 - Sex, Love and Rock'N'Roll (Social Distortion)
- 2007 - Greatest Hits (Social Distortion)
- 2011 - Hard Times and Nursery Rhymes (Social Distortion)